# Messatoporus townesi
Messatoporus townesi là một loài tò vò trong họ Ichneumonidae.